# Bourg-Lastic
Bourg-Lastic là một xã ở tỉnh Puy-de-Dôme trong vùng Auvergne-Rhône-Alpes miền trung nước Pháp. Xã này nằm ở khu vực có độ cao trung bình 637 mét trên mực nước biển.
Sông Chavanon tạo thành ranh giới phía đông của xã.